# Dsungaripteroidea
De Dsungaripteroidea zijn een groep (superfamilie) van uitgestorven pterosauriërs behorend tot de Pterodactyloidea.
In 1964 benoemde Yang Zhongjian ("C.C. Young") een superfamilie Dsungaripteroidea die de Dsungaripteridae zou omvatten en verder alle soorten met een notarium, verstevigende vergroeiing van de voorste ruggenwervels.
In 2003 gaf David Unwin een definitie als klade: de groep bestaande uit de laatste gemeenschappelijke voorouder van Germanodactylus cristatus en Dsungaripterus weii, en al zijn afstammelingen. Unwin gaf de volgende zes synapomorfieën, gedeelde nieuwe eigenschappen: de processus paroccipitales, de uitsteeksels van twee achterste schedelbeentjes, zijn aan hun uiteinde verbreed; korte ovale brede tanden; de uiteinden van de kaken zijn tandeloos; de grootste tanden bevinden zich achteraan de tandrij; de beenwanden zijn relatief dik; het dijbeen is sterk gebogen. In Unwins analyse maken de Dsungaripteroidea samen met de Ctenochasmatoidea en de Azhdarchoidea deel uit van de Lophocratia, waar de Ornithocheiroidea als meest basale Pterodactyloidea buiten vallen.
Volgens een kladistische analyse echter die Alexander Kellner in hetzelfde jaar publiceerde, waren Germanodactylus en Dsungaripterus helemaal niet nauw verwant. Kellner gebruikte de term Dsungaripteroidea voor een heel ander begrip: alle Pterodactyloidea die meer afgeleid waren dan de Archaeopterodactyloidea, in zijn analyse de meest basale groep Pterodactyloidea, waartoe dan Germanodactylus en Ctenochasma zouden behoren. De Ornithocheiridae zouden zo binnen de Dsungaripteroidea vallen. Die laatste groep werd gedefinieerd als: de laatste gemeenschappelijke voorouder van Nyctosaurus en Quetzalcoatlus, en al zijn afstammelingen. De definities sensu Unwin en sensu Kellner zijn dus fundamenteel verschillend. Kellner gaf deze synapomorfieën: tandeloze kaken (die tanden zouden veel Dsungaripteroidea dan weer secundair, opnieuw, ontwikkeld moeten hebben); de aanwezigheid van een notarium; atlas en axis zijn vergroeid; de halswervels hebben postexapofysen, uitsteeksels aan de onderkant om de zijdelingse beweegbaarheid te verminderen; een pneumatische opening aan de bovenkant van het opperarmbeen; het pteroïde heeft minstens 50% van de lengte van de ellepijp.
Een klade die materieel overeenkwam met Dsungaripteroidea sensu Kellner, werd al aangegeven door Christopher Bennett maar door deze Eupterodactyloidea genoemd en heel anders gedefinieerd. Een recentere combinerende analyse van Curran Muhlberger had als uitkomst dat Unwin in zoverre gelijk had dat zijn Lophocratia de meer afgeleide groep was — maar juist ongelijk op het punt dat Germanodactylus nauw verwant zou zijn aan Dsungaripterus. In dat geval zouden beide definities onbruikbaar zijn.